# Округ Дорчестер (Мериленд)
Округ Дорчестер (енгл. Dorchester County) је округ у америчкој савезној држави Мериленд.

## Демографија
По попису из 2010. године број становника је 32.618, што је 1.944 (6,3%) становника више него 2000. године.
| Група             | 2000.          | 2010.          |
| Белци             | 21.117 (68,8%) | 21.581 (66,2%) |
| Афроамериканци    | 8.708 (28,4%)  | 9.042 (27,7%)  |
| Азијати           | 202 (0,7%)     | 301 (0,9%)     |
| Хиспаноамериканци | 385 (1,3%)     | 1.130 (3,5%)   |
| Укупно            | 30.674         | 32.618         |